# U'wa
Els u'wa són un poble indígena de Colòmbia, assentat en la Sierra Nevada del Cocuy, als Andes nord-orientals, de la República de Colòmbia, departaments de Boyacá (61%, 4.695 persones), Arauca (13,2%), Norte de Santander (11,5%), Casanare i Santander,. El seu idioma és el u'w ajca o tunebo que pertany a la família lingüística txibtxa. La major part de la població habita en el Districte Fronterer de Cubará

## Economia
La seva economia es basa en l'intercanvi. Són fonamentalment agricultors, practiquen també la pesca, la caça i la recol·lecció; i al llarg del cicle anual, habiten i exploten tres pisos tèrmics. En cada estació i estant en entorns residencials específics, canten els seus diferents mites.

## Societat
Els u'wa estan dividits en clans matrilinials. La Sierra Nevada del Cocuy està distribuïda entre els diferents clans, interrelacionats entre si per relacions matrimonials i de parentiu, de manera que cada clan es divideix en meitats, que es casen amb el clan veí de cada meitat. Els matrimonis reprodueixen els dels avantpassats, de manera que cada persona busca casar-se amb integrants del grup on es van casar els seus avantpassats i s'esforça perquè els seus fills siguin el renaixement de la generació dels seus rebesavis, i la vegada perquè la pròpia persona reneixi en la generació dels rebesnets. El territori de cada clan i la seva ordre de veïnatges radials entorn de la Serra del Cocuy, és llavors un element imprescindible de l'ordre matrimonial, social, espiritual i còsmic.
Cada clan és un dels teba, vuit pals que sostenen la casa del món. Kerkaza, que en els mites cantats és el sinònim de teba, són llocs cerimonials i d'observació astronòmica, on hi ha menhirs que marquen el territori dels clans i es duen a terme intercanvis de productes entre ells. Cada clan es mou durant l'any dins del seu territori de les terres altes a les terres baixes i viceversa, no solament buscant les collites dels diferents pisos tèrmics, en les diferents estacions, sinó també per raons cosmològiques. Així el clan Kubaruwa que s'associa amb el món de baix, ha de moure's en direcció oposada al sol, que s'associa amb el món d'a dalt.
Cada clan està regit per Werjayás (savis) i a més té els seus Kerekas (metges). Els cabildos organitzats quan la llei colombiana exigia o propiciava el seu funcionament perquè les comunitats tinguessin representació jurídica, reconeixen l'autoritat dels Werjayás i requereixin la seva autorització per a actuar.

## Llengua
L'uw cuwa (Llengua de la gent) o Uw'ajca (Veu de la gent) pertany a la família lingüística txibtxa, dins del grup magdalènic, juntament amb el muysccubun dels muisques i les llengües de la Sierra Nevada de Santa Marta (Kogui, Damana, Ijka i Kankuamo).
Registra 14 fonemes consonàntics: les oclusives sonores b, r; oclusives sordes t, k, *kw, ' (ʔ tancament glotal); les nasals m, n; les fricatives s, sh (palatalitzada), h (aspirada); i les semivolcals j, w oral i w nasal. A més cinc fonemes vocàlics: a, i, i, o, o. L'accent és contrastatiu i registra dos tons, un d'ascendent i un altre descendent.